# Ramon Magsaysay
Artykuł ten został zgłoszony do umieszczenia na stronie głównej w rubryce „Czy wiesz”.
Pomóż nam go sprawdzić: oceń zgłoszoną nominację.
Ramon Magsaysay (ur. 31 sierpnia 1907, zm. 17 marca 1957) - filipiński polityk.

## Życiorys
Urodził się 31 sierpnia 1907 w Iba w prowincji Zambales. Był synem Exequela Magsaysaya oraz Perfecty del Fierry. Pochodził z niezamożnej rodziny, jego ojciec był kowalem. Nie wyróżniał się szczególnie w okresie swej edukacji szkolnej. Następnie podjął studia inżynierskie na Uniwersytecie Filipin, nie ukończył ich wszelako, przenosząc się ostatecznie do koledżu imienia Jose Rizala w Mandaluyong w prowincji Rizal. Tam też uzyskał licencjat w zakresie handlu w 1932. Zawodowo związał się wszakże z transportem i motoryzacją. Zatrudnienie znalazł w Teodoro R. Tranco Transportation Company, początkowo jako mechanik. Szybko jednak awansował, jeszcze przed wojną doszedł do stanowisk w kierownictwie firmy. Przyczynił się też do jej ekspansji.
Sławę i rozpoznawalność przyniosła Magsaysayowi jego służba w antyjapońskiej partyzantce podczas II wojny światowej. W 1942 stanął na czele wojskowego dystryktu obejmującego jego rodzinną prowincję Zambales. W 1945 krótko był wojskowym gubernatorem Zambales. Otworzyło mu to drogę do kariery politycznej. W 1946 wszedł w skład Izby Reprezentantów, zasiadał w niej do 1950. Objął następnie stanowisko ministra obrony narodowej w rządzie prezydenta Elpidio Quirino. Udało mu w dużej mierze zdławić aktywną w kraju komunistyczną partyzantkę. Sukces ten zwrócił na niego uwagę kierownictwa Partii Nacjonalistycznej, która postanowiła wystawić Magsaysaya jako kandydata w wyborach prezydenckich z 1953. 
Po zwycięstwie wyborczym oraz objęciu funkcji filipińskiej głowy państwa szybko zyskał znaczącą popularność. Prowadził prospołeczną i niezwykle aktywną politykę skupioną na odbudowie kraju oraz na poprawie sytuacji materialnej najuboższych grup społecznych. Udało mu się doprowadzić do przyjęcia przez Kongres Stanów Zjednoczonych ustawy Rogersa, dotyczącej filipińskich weteranów wojennych. Zginął w katastrofie lotniczej na Cebu 17 marca 1957. Na stanowisku zastąpił go wiceprezydent Carlos P. Garcia.

## Życie prywatne i spuścizna
Poślubił Luz Banzon pochodzącą z Balangi w prowincji Bataan. Jego syn jak również jego brat także zaangażowali się w działalność polityczną. Nosząca imię Magsaysaya fundacja przyznaje nagrodę wybitnym Azjatom wyróżniającym się w służbie publicznej oraz pracy na rzecz społeczeństwa. Uznaje się ją niekiedy za azjatycki odpowiednik Nagrody Nobla.